# Roberto Farias
Roberto Farias (Nova Friburgo, 27 de marzo de 1934-Río de Janeiro, 14 de mayo de 2018) fue un guionista, director y productor brasileño. Su hermano es el también director y actor Reginaldo Faria, con quien ha colaborado en los guiones de Cidade Ameaçada y Los ABC de Love. Falleció el 14 de mayo de 2018 a los 86 años víctima de cáncer.

## Biografía
Hermano del actor Reginaldo Faria, el notario añadió por error una «s» a su apellido. Su madre lo llevaba al cine cuando era bebé. Entre biberón y biberón, ese fue su primer contacto con lo que sucedía en la pantalla. A los 8 años ya hacía «películas» en su casa con cajas de zapatos. Del cine a la fotografía fue un salto fácil y vino de Nova Friburgo para estudiar Bellas Artes en Río de Janeiro o Arquitectura, pero su destino y preferencia siempre fue el cine. A lo largo de su carrera, Roberto fue asistente, editor, guionista, productor y distribuidor, pero nunca fue actor. 
Comenzó en Atlântida Cinematográfica, donde Watson Macedo lo contrató como asistente de dirección. Debutó en el drama Maior que o Ódio, dirigido por José Carlos Burle. Realizó casi diez películas como director o asistente de producción hasta que debutó como director en 1957 con Rico Ri à Toa, protagonizada por Zé Trindade, en la que además de dirigir, también fue autor del guion y los diálogos. 
En 1960, con Cidade Ameaçada, ganó varios premios y se convirtió en uno de los cineastas más respetados de Brasil, una posición que consolidaría con Assalto ao Trem Pagador, en 1962. 
En la década de 1960 fundó la productora R.F. Farias, una de las más importantes del país. Se convirtió en un director popular al rodar la trilogía de películas con Roberto Carlos, que comenzó en 1968 con «Roberto Carlos em Ritmo de Aventura» y terminó en 1971 con «Roberto Carlos a 300 Quilômetros por Hora». 
Roberto también fue presidente del Sindicato Nacional da Indústria Cinematográfica y el primer cineasta en dirigir Embrafilme. En TV Globo realizó, en 1965, «Câmara Indiscreta»; más tarde dirigió las miniseries «A Máfia no Brasil», «As Noivas de Copacabana», «Contos de Verão» y «Maria Moura Memorial»; además de los programas «Você Decide», «Brava Gente» (1996), «Sob Nova Direção» y «Faça a Sua História». 

## Filmografía
- Rica Ri à Toa (1957)
- No Mundo da Lua (1958)
- Cidade Ameaçada (1960)